# Seda
A seda é uma fibra proteica natural formada pelo enrijecimento de um líquido viscoso secretado por glândulas especializadas de alguns artrópodes, como lagartas e aracnídeos (seda de aranha), que sai do corpo por orifícios muito pequenos e se solidifica em contato com o ar, formando fios muito finos, flexíveis e resistentes. Seus componentes principais são as proteínas fibroína, que lhe dá a resistência mecânica, e a sericina, espécie de goma que proporciona o ligamento dos fios. Insetos como os tecelões constroem intrincados labirintos de seda, onde vivem sozinhos ou com seus descendentes, e os fios são produzidos por glândulas existentes nas suas patas dianteiras.
Ao ser humano interessa sobretudo, economicamente, a fibra obtida a partir dos casulos de lagartas de certas mariposas (bicho-da-seda - Bombyx mori), usada na indústria têxtil. Com ela se produz tecidos leves, brilhantes e macios, e tem uma aparência cintilante, devido à estrutura triangular da fibra, parecida com um prisma, que refrata a luz.

## Composição e características

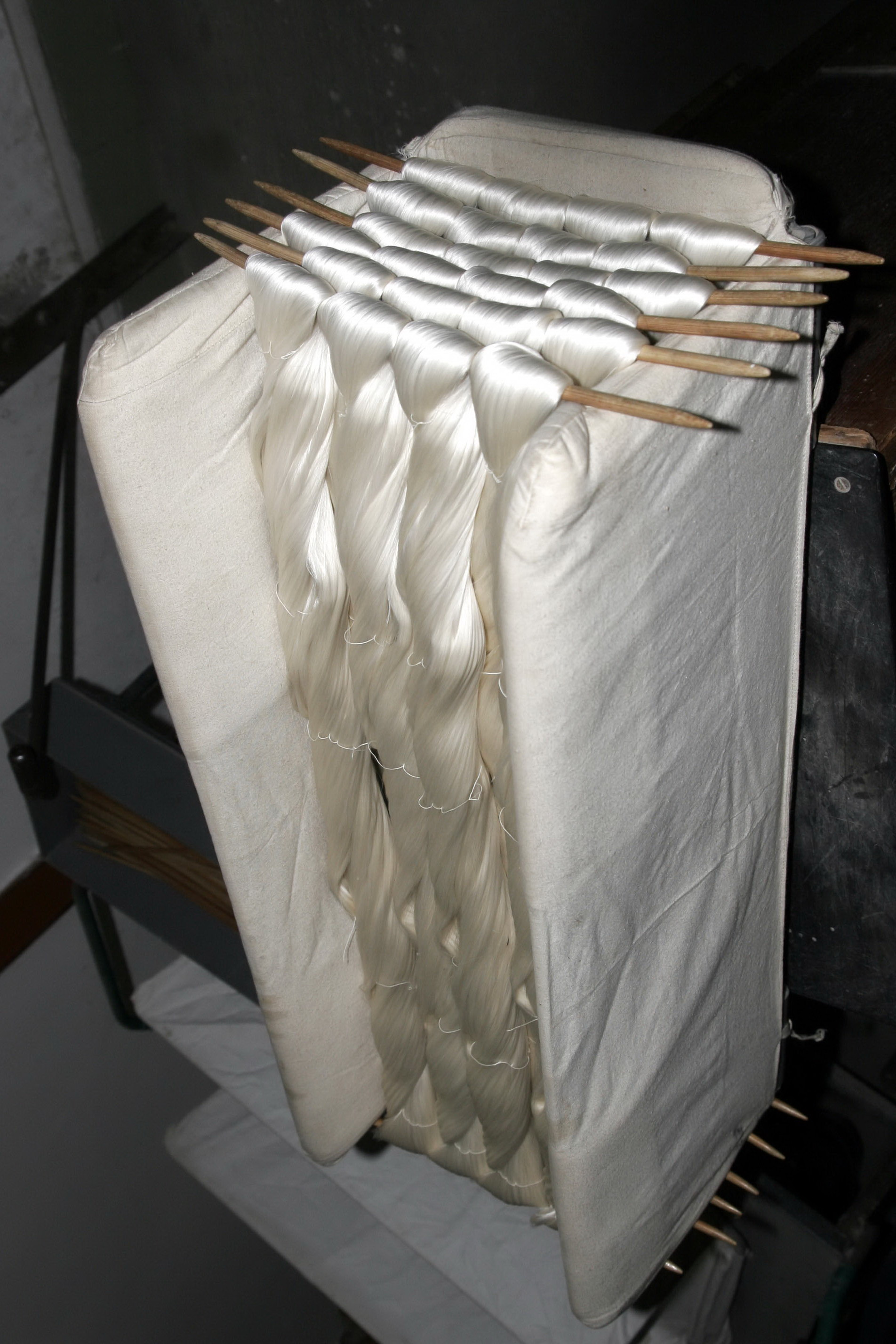
Seda crua de bichos-da-seda domesticados, mostrando seu brilho natural.

A seda é produzida, no caso das lagartas do bicho-da-seda, em dois filamentos de fibroína expelidos simultaneamente e que são unidos pela sericina para formar o casulo. Sua composição é de 97% de proteínas e o restante de outros componentes tais como ceras, carboidratos, pigmentos e compostos inorgânicos; das proteínas cerca de três quartos são fibroína (a proteína que dá estrutura à seda e tem compleição linear, altamente orientada e cristalina) e o quarto restante sericina (espécie de goma que é parcialmente solúvel em água), ambas formadas por vários aminoácidos. A seda no caso dos aracnídeos é composta em grande parte por um grupo complexo de proteínas repetitivas chamado espidroínas.
O corte transversal do fio exibe uma estrutura triangular de cantos arredondados o que faz com que tenha grande reflexão da luz, o que confere o brilho característico da seda. Os fios têm cada um o diâmetro de cerca de 5 a 10 µm e uma extensão de até 1 600 metros, no caso do bicho-da-seda. Tem uma capacidade de alongamento de 1 725% e uma grande tenacidade, o que a torna comparável a fibras sintéticas de alto desempenho como o Kevlar®. Por ser má condutora de eletricidade, pode armazenar eletricidade estática, sendo também má condutora de calor.

## Sericultura
Com a compreensão do ciclo de vida da mariposa Bombyx mori que, quando forma seu casulo produz a seda, o processo têxtil passa por várias etapas que vão da produção dos fios, tecelagem e tingimento que tradicionalmente era feito com corantes naturais, e atualmente são usados produtos sintéticos. Dentre as fases de preparação está da degomagagem, que consiste em retirar da seda a sericina nela presente.
O fio de seda tem características como a higroscopicidade, ou seja pode absorver até 30% de seu peso em água sem causar incômodo, deixando-a agradável ao toque.

### Histórico
Em 3600 a.C., a seda usada como fio de tecelagem tem sua primeira aparição na China; foi registrada no Egito por volta do ano 1000 a.C. e na Europa por volta de 700 a.C., o que já indica haver um comércio entre essas regiões tendo a seda como produto principal. A despeito disso, foi somente com Marco Polo que a rota da Seda despertou o interesse dos europeus, após haver realizado sua célebre viagem, possível por os caminhos haverem sido facilitados através da chamada pax mongolica.
Com seu uso têxtil tendo iniciado na China há cerca de 5 000 anos, dali teve a técnica de sua obtenção levada à Índia que na atualidade é o segundo maior produtor e consumidor do tecido.

### Na América Latina
A produção de seda na América Latina teve iniciativas esporádicas desde o período colonial até que a partir da década de 1970 as iniciativas de produção se fixaram no continente. No Uruguai o bicho-da-seda foi introduzido no começo do século XIX pelo padre Dámaso Antonio Larrañaga, junto à amoreira.

#### No Brasil
A primeira tentativa da produção serícola no país se deu com a  Imperial Companhia Seropédica Fluminense, instalada em 1848, ao passo que a primeira máquina para desenrolar os fios se deu na década seguinte, na cidade paulista de Sorocaba. Em 1912 o governo federal criou a primeira estação experimental em Barbacena voltada tanto para distribuir mudas da amoreira e ovos do inseto, como prestar assistência técnica, muito embora tenha sido no estado de São Paulo que a atividade teve maior desenvolvimento, associada à cafeicultura e associada às colônias de italianos e japoneses, sobretudo durante a crise da cafeicultura mas, com o fim da II Guerra Mundial e a entrada de produtos orientais mais baratos no mercado, a produção local precisou adaptar-se, com o incremento técnico e desenvolvimento de variedades mais adaptadas ao país. Com as oscilações mercadológicas, entretanto, o número de empresas produtoras foi caindo ao longo dos anos, de forma que em 2010 havia somente uma empresa no estado do Paraná.

#### Na Colômbia
A produção colombiana teve início por volta do ano de 1980, como uma opção da cafeicultura, razão pela qual a atividade serícola se concentra nas regiões produtoras de café, como em Caldas, Risaralda, Valle del Cauca e outros como em Cauca, onde existe a Corporación para el Desarrollo de la Sericultura del Cauca.

## Outros animais serícolas

### Embriópteros

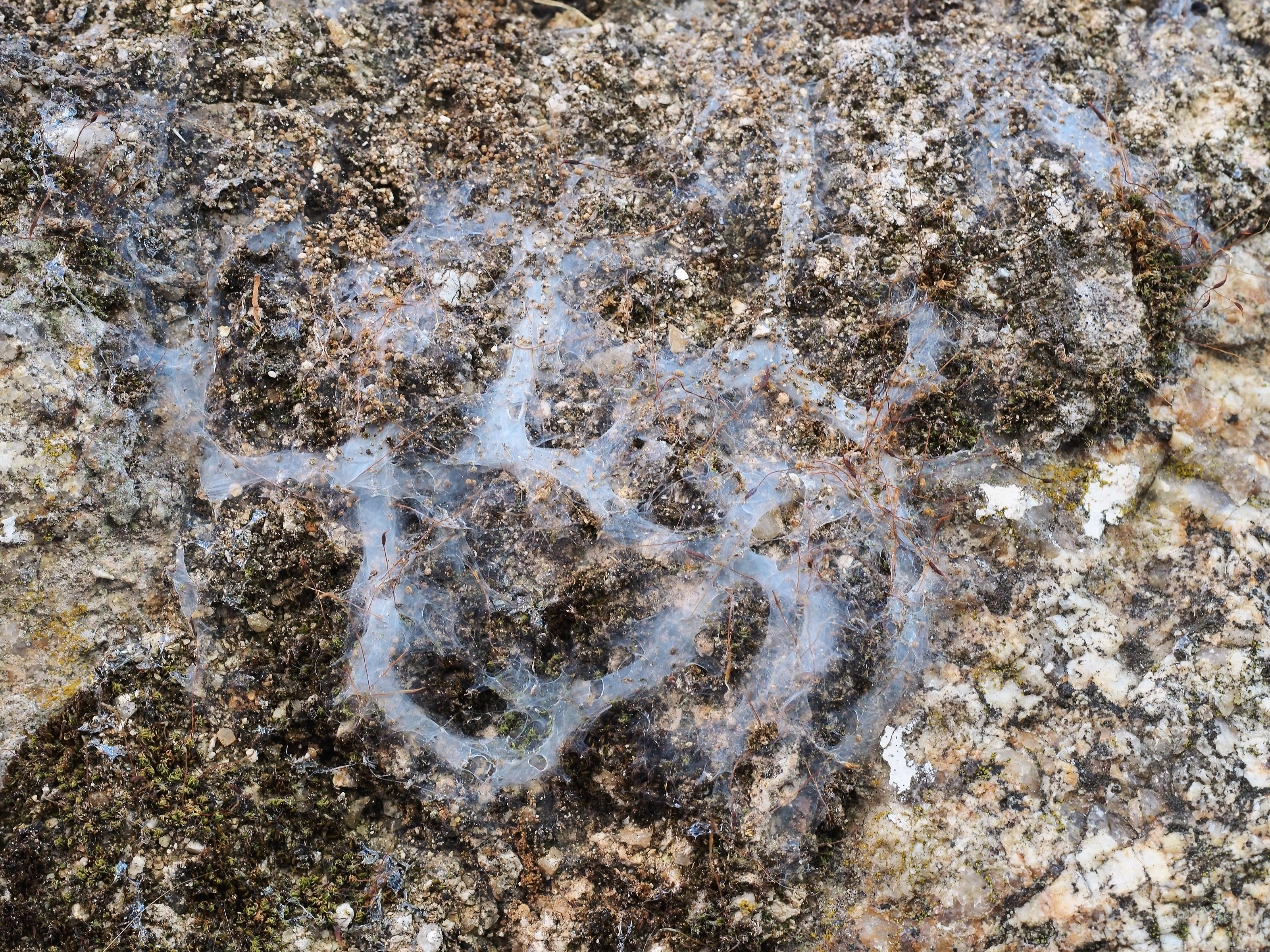
Túneis de seda dos tecelões.

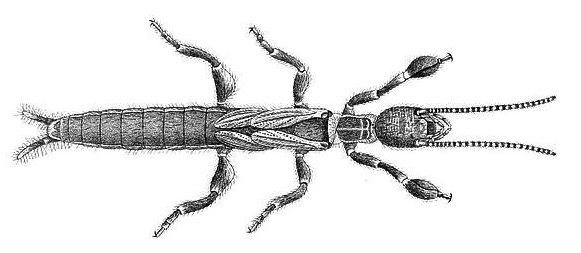
Representação de espécie de tecelão, patas dianteiras desenvolvidas por causa das glândulas serícolas.

Os embriópteros são pequenos insetos terrestres, gregários, que constroem intricados labirintos com as teias que produzem a partir de glândulas localizadas nos basitarsos anteriores. Produzem a seda em todos os seus estágios como ninfas, e possuem um corpo alongado e cilíndrico, adaptado aos túneis que produz. Existem cerca de quinhentas espécies conhecidas, embora esse número possa triplicar, já que não é bem estudado.
Tem seu nome vernacular sugerido de "insetos-tecelões". De tamanho reduzido na fase adulta (de 4 a 30 mm), suas pernas são curtas, próprias para a vida nos túneis de seda - com exceção para a patas anteriores (basitarsos), que são bastante desenvolvidas pois trazem ali diversas glândulas produtoras da seda. Cada uma dessas glândulas possui um reservatório que as rodeia, e a sua liberação se dá por uma cerda oca modificada ligada ao reservatório por um condutor. Esses ejetores são um pouco curvos, formando um "pente de cerdas" e são de dois tipos: o tipo I, em maior número, são mais longos, rijos, com cristas serrilhadas e terminam em duas ou três pontas finas; o tipo II, por sua vez, menos numerosos, são finos e mais retos. Estão dispostos em fileiras nos dois segmentos do tarso, e com eles são tecidas as paredes dos túneis de seda que lhes servem de abrigo e, em estudos recentes, descobriu-se que também servem para comunicação por meio das vibrações.